# ۱۱۲۵ (خورشیدی)
۱۱۲۵ هزار و صد و بیست و پنجمین سال هجری خورشیدی است.

## زادگان
- ۶ مهر - سِر ویلیام جونز؛ زبان‌شناس و ادیب و خاورشناس انگلیسی.